# 中國太平洋保險

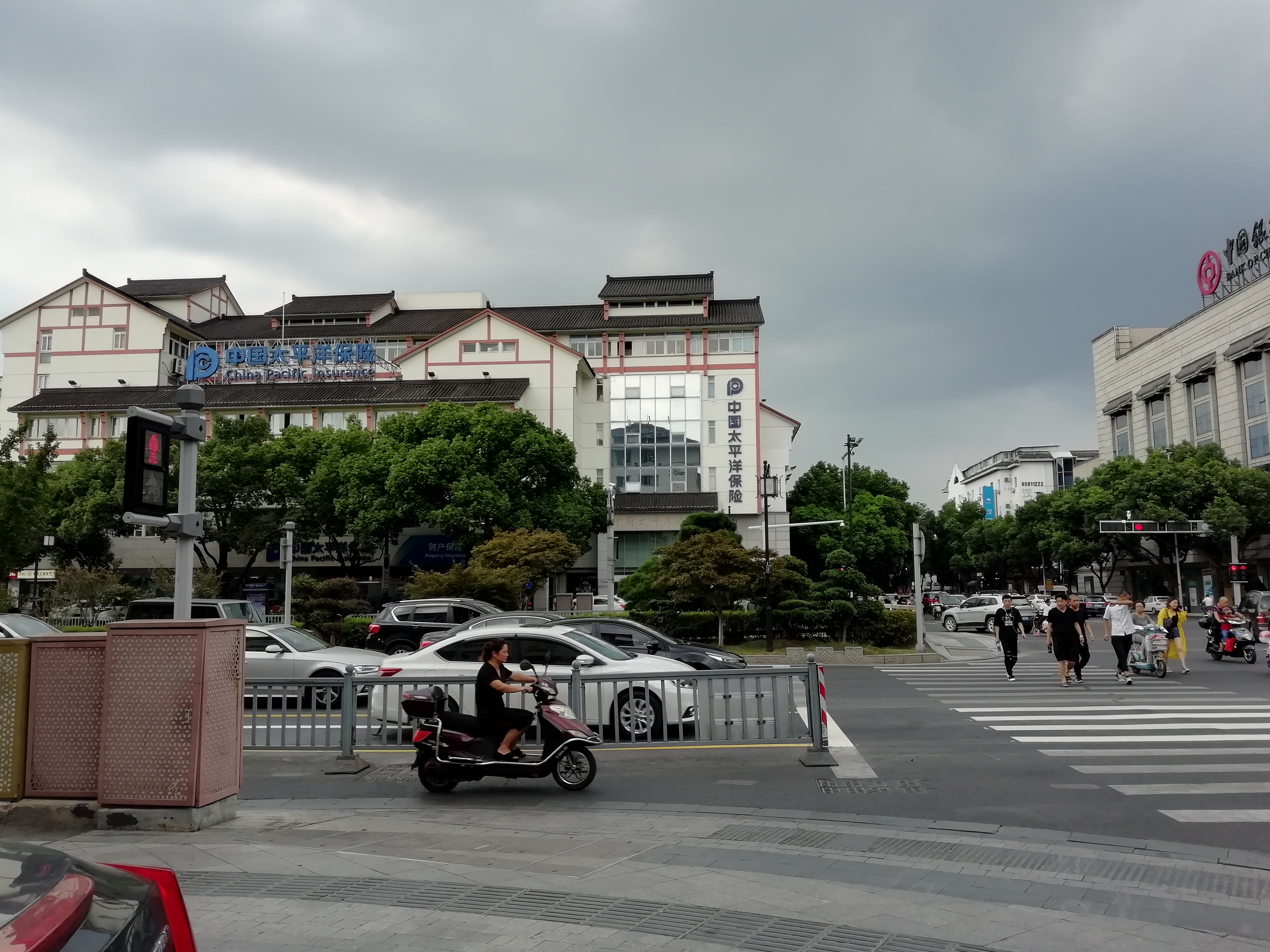
中国太平洋保险苏州分公司总部

中国太平洋保险（集团）股份有限公司（英語：China Pacific Insurance（Group）Co., Ltd.；上交所：601601、港交所：2601、LSE：CPIC），又稱中国太平洋保險，簡稱中國太保或太保，是一家总部设立在上海的全国性股份制商业保险公司。其前身是中國太平洋保險公司，是經中國人民銀行批准后於1991年5月13日成立的。太保是中國大陸第二大財產保險公司，僅次於中國財險，也是第三大人壽保險公司，僅次於中国人寿和中國平安。它本身經營多元化保險服務，包括人壽保險、財產保險、再保險、资产管理等。公司业务遍及中国内地及香港，在香港设立有子公司太平洋保险（香港）和太保投资（香港）。
2013年上半年，中国太保共有客户数8166.8万。人寿保险的市场占有率为9%而财产保险的市场占有率则为12.9%。

## 历史
太平洋保险可追溯至交通银行上海分行于1987年11月开办的保险部。
1991年4月26日，由交通银行上海分行保险部独立出来的保险公司——中国太平洋保险公司成立，当时隶属交行总行，是中国内地重新开办保险业以来第二家全国性综合保险公司。
1994年，中国太平洋保险（香港）有限公司成立。
1999年8月28日，交通银行与上海市人民政府签订转让协议，将其旗下非银行类金融公司（包括太平洋保险）正式转由上海市国资委经营，此后太平洋保险一直为上海市国资所控制。
2001年，根據中國國務院和中國保監會分業經營機構體制改革的批復，原中國太平洋保險公司更名為中國太平洋保險（集團）股份有限公司。并分设中國太平洋人壽保險股份有限公司（太平洋人壽）和中國太平洋财产保險股份有限公司（太平洋財險），分别经营人寿保险和财产保险业务。
2007年与2009年，中国太保先后在上海与香港上市。
2015年6月14日，中国太保透過旗下子公司太平洋人壽和太平洋財險分別出資300億元和20億元（人民幣‧下同），以每股1元，認購中國鐵路發展基金股份有限公司總共320億股優先股，涉及總代價達320億元。

### 上市
中國太保A股在2007年12月25日在上海證券交易所上市，招股價為每股30人民幣。首日收市價是48.17人民幣，比招股價上升60.57%。太保H股積極籌備在香港交易所上市。2008年3月26日，因股市氣氛轉差，中國太保A股首次跌破發行價30人民幣，收市報27.98人民幣。H股則在2009年12月23日在香港交易所上市，招股價$28港元，首日收市報$28.3港元，比招股價微升$0.3港元。

## 分支机构
中国太平洋保险旗下拥有太平洋寿险、太平洋产险、长江养老保险、太平洋资产、太保投资管理（香港）五个控股子公司和太平洋保险（香港）、太平洋在线两个全资子公司。太平洋寿险和太平洋产险两个总公司下设各省会型分公司和若干城市型分公司。省会分公司下为中心支公司，支公司等下级机构。到2009年止，太平洋寿险分公司为37家。太平洋产险分公司至09年底为40家。